# مانوپلو
مانوپلو (به ایتالیایی: Manoppello) یک کومونه در ایتالیا است که در استان پسکارا واقع شده‌است.

## خصوصیات
مانوپلو ۳۹ کیلومترمربع مساحت و ۱۵۷ نفر جمعیت دارد و ۲۱۷ متر بالاتر از سطح دریا واقع شده‌است.

## خواهرخوانده
شهرهای شارلروآ و کازارانو خواهرخوانده‌های مانوپلو هستند.